# DGM : Dalek génétiquement modifié
DGM : Dalek génétiquement modifié est le 5e épisode de la troisième saison de la deuxième série de la série télévisée britannique Doctor Who. Il conclut l'histoire entamée avec L'Expérience finale.

## Synopsis
Dalek Sec est de retour, sous une forme humaine et veut construire un empire Dalek dans le New York des années 1930. Alors que Martha tente de sauver sa vie au sommet de l'Empire State Building, le Docteur doit faire une étrange alliance afin de changer l'histoire Dalek pour toujours.

## Distribution
- David Tennant : (VF :David Manet) Le Docteur
- Freema Agyeman : (VF :Mélanie Dermont) Martha Jones
- Miranda Raison : Tallulah
- Hugh Quarshie : Solomon
- Ryan Carnes : (VF : Marc Weiss) Laszlo
- Andrew Garfield : Frank
- Eric Loren : (VF : Philippe Résimont) Dalek Sec
- Flik Swan : Myrna
- Alexis Caley : Lois
- Earl Perkins : Homme #1
- Peter Brooke : Homme #2
- Ian Porter : Hybride
- Nicholas Briggs : Voix Dalek
- Paul Kasey : Cochon héros

## Continuité
- Comme dans Le Mariage de Noël, le Docteur utilise son tournevis sonique sur un haut-parleur (ici, une radio) pour créer un larsen et mettre en fuite ses ennemis.
- Le Docteur peut survivre à un choc électrique puissant, tel qu'on peut le voir dans Troisième Guerre mondiale, L'Hystérique de l'étrange lucarne ou dans sa remarque sur son aide lors de l'expérience de Benjamin Franklin dans La Loi des Judoons.
- En version originale, avant de partir au théâtre, le Docteur dit « Allons-y » en français, comme dans L'Armée des ombres.
- Comme dans Adieu Rose, les Daleks comptent les secondes en « rels »[1].
- L'idée d'une combinaison entre ADN humain et ADN Dalek ne date pas de cet épisode. Ainsi, dès la première série dans The Evil of the Daleks (1967) on trouve l'idée d'une hybridation. Dans la seconde série, dans l'épisode Dalek, l'ADN de Rose permet au Dalek de se régénérer. Ensuite dans À la croisée des chemins l'empereur Dalek a réussi à recréer la race des Daleks à partir d'humains.
- Comme dans la première série, les Daleks donnent des armes qui peuvent les détruire une fois utilisées contre eux. De plus, le personnage de Davros (le créateur des Daleks) est cité. Comme dans l'épisode précédent, le Dalekanium joue un rôle important.
- Dalek Caan utilise un « transport temporel d'urgence » exactement comme à la fin de Adieu Rose.

## Musiques
- "Happy Days Are Here Again" par Milton Ager et Jack Yellen est entendu un moment à la radio.
- "Puttin' on the Ritz" par Benny Goodman, lorsque le Docteur et Martha arrivent à Hooverville.